# Музей современного искусства (Ереван)
Музей современного искусства (арм. Ժամանակակից Արվեստի Թանգարան) — музей в Армении, расположенный в Ереване, проспект Месропа Маштоца, дом 7.

## История
Музей был основан в 1972 году по инициативе искусствоведа Генриха Игитяна (он был директором музея на протяжении 37 лет) при поддержке мэра Еревана Григора Асратяна и нескольких армянских художников того времени. Долгое время ереванский музей был единственным в СССР музеем современного искусства.
Первая экспозиция музея состояла из работ художников-шестидесятников Армении: Минаса Аветисяна, Акопа Акопяна, Рудольфа Хачатряна, Вруйра Галстяна и других.

## Современное состояние
В настоящее время в музее можно увидеть работы нового поколения армянских художников: Саркиса Амалбашяна, Артура Арарата Саргсяна, Марины Диланян, Альберта Акопяна, Самвела Багдасаряна, Аршика Аршатяна, Рубена Григоряна — а также зарубежных: Талин Забунян, Ваче Демирчяна, Лорана Ниссу Сена, Шариса Карапетяна (Франция), Зиты Афшар, Герри Джона, Майкла Гормана, Себастьяно, Криса Брауна (США), Сэма Григоряна (Германия), Хайка Месропяна (Швейцария), Оника Атамяна (Великобритания), Арутюна Джинаняна (Россия).
В 2004 году американский меценат Григор Мурадян передал в дар музею картины и скульптуры Эмиля Казаза, а в 2010 году Зангезурский медно-молибденовый комбинат приобрёл для музея скульптуры Гарена Бедросяна.
Музей находится на проспекте Месропа Маштоца, его директором является Нуне Аветисян.
В 2020 году ереванский музей современного искусства был включён в пятёрку самых популярных музеев современного искусства в СНГ по версии туристического портала ТурСтат.
Музей является партнёром программы «Ереван Карта». 

## Галерея

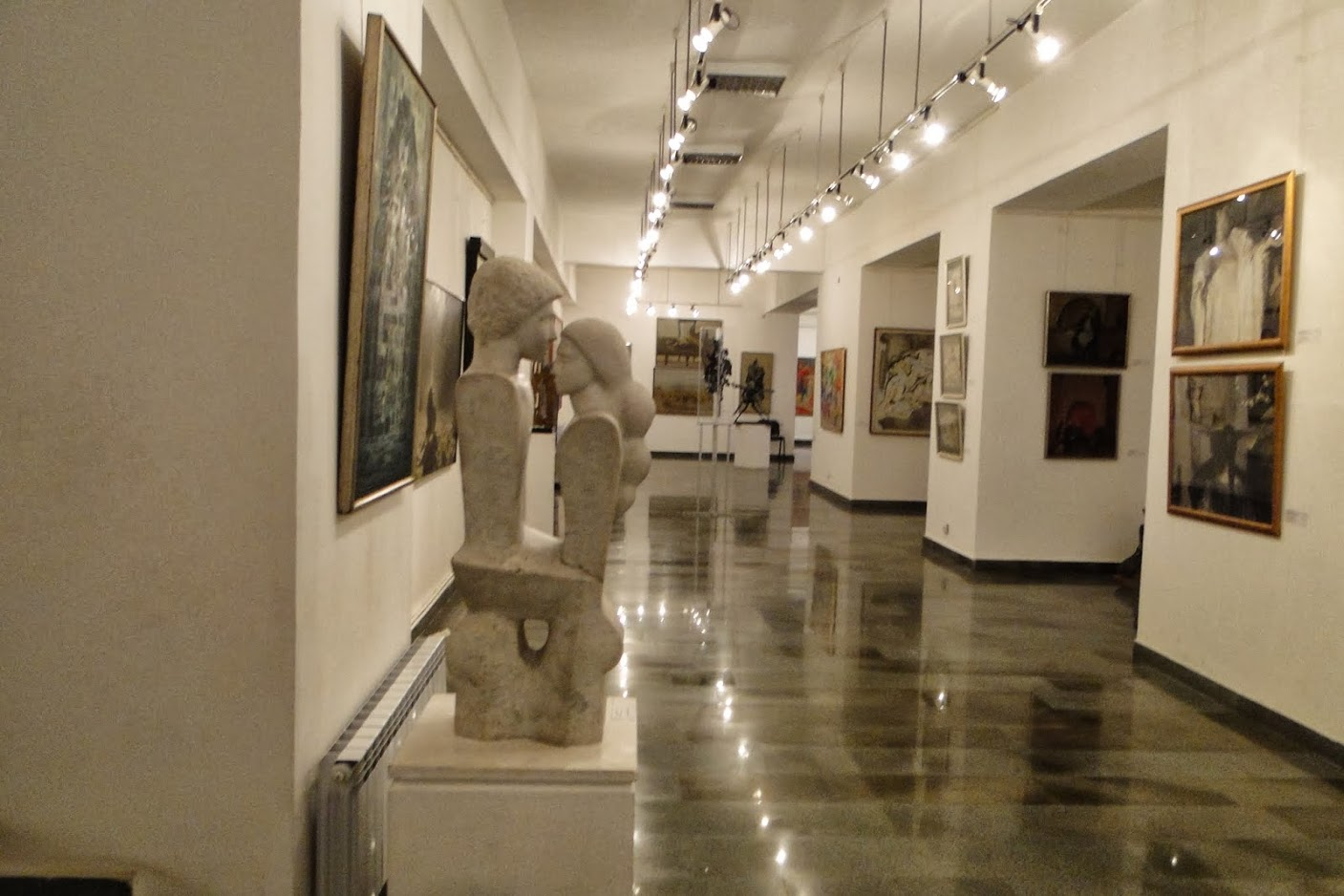
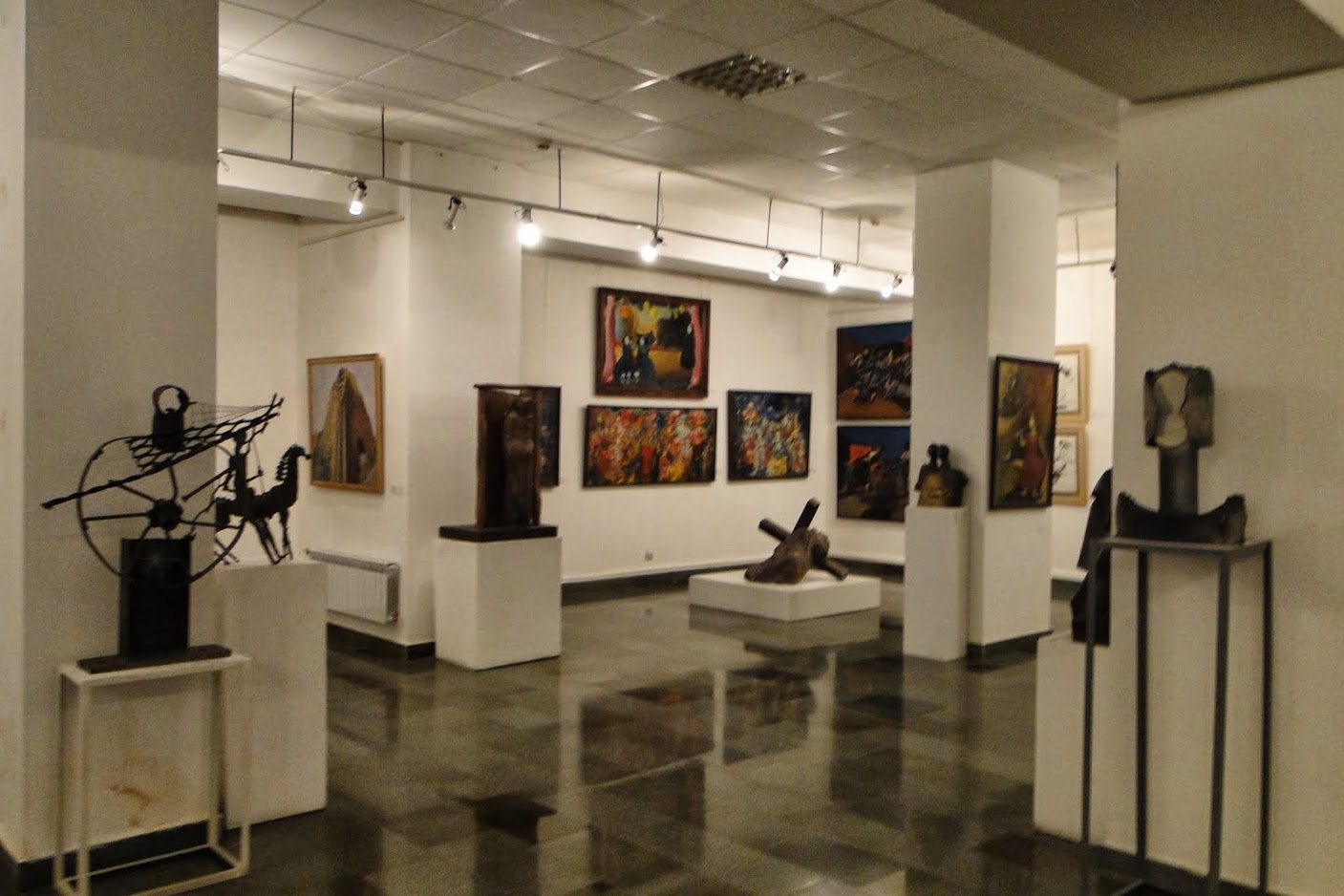
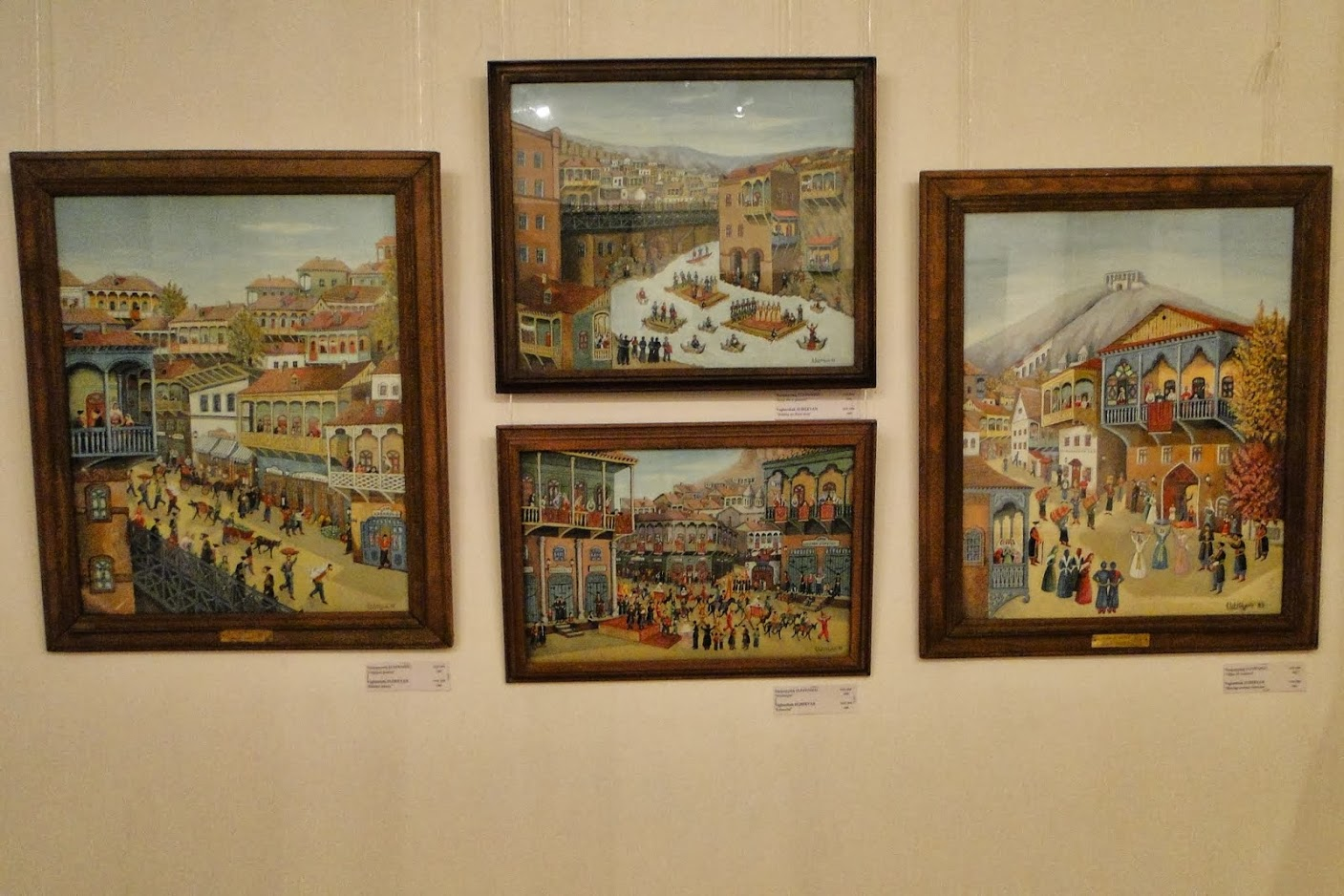
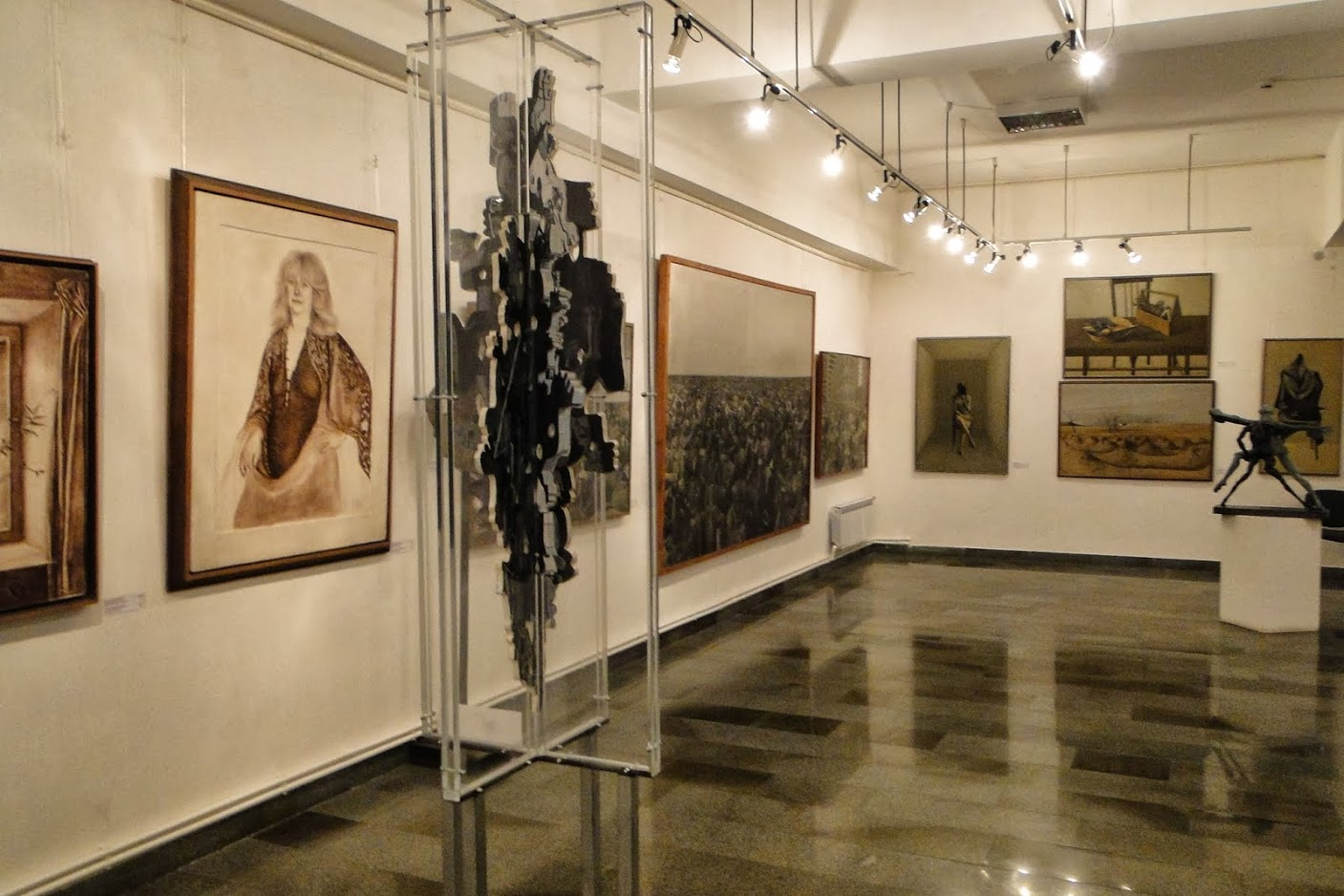
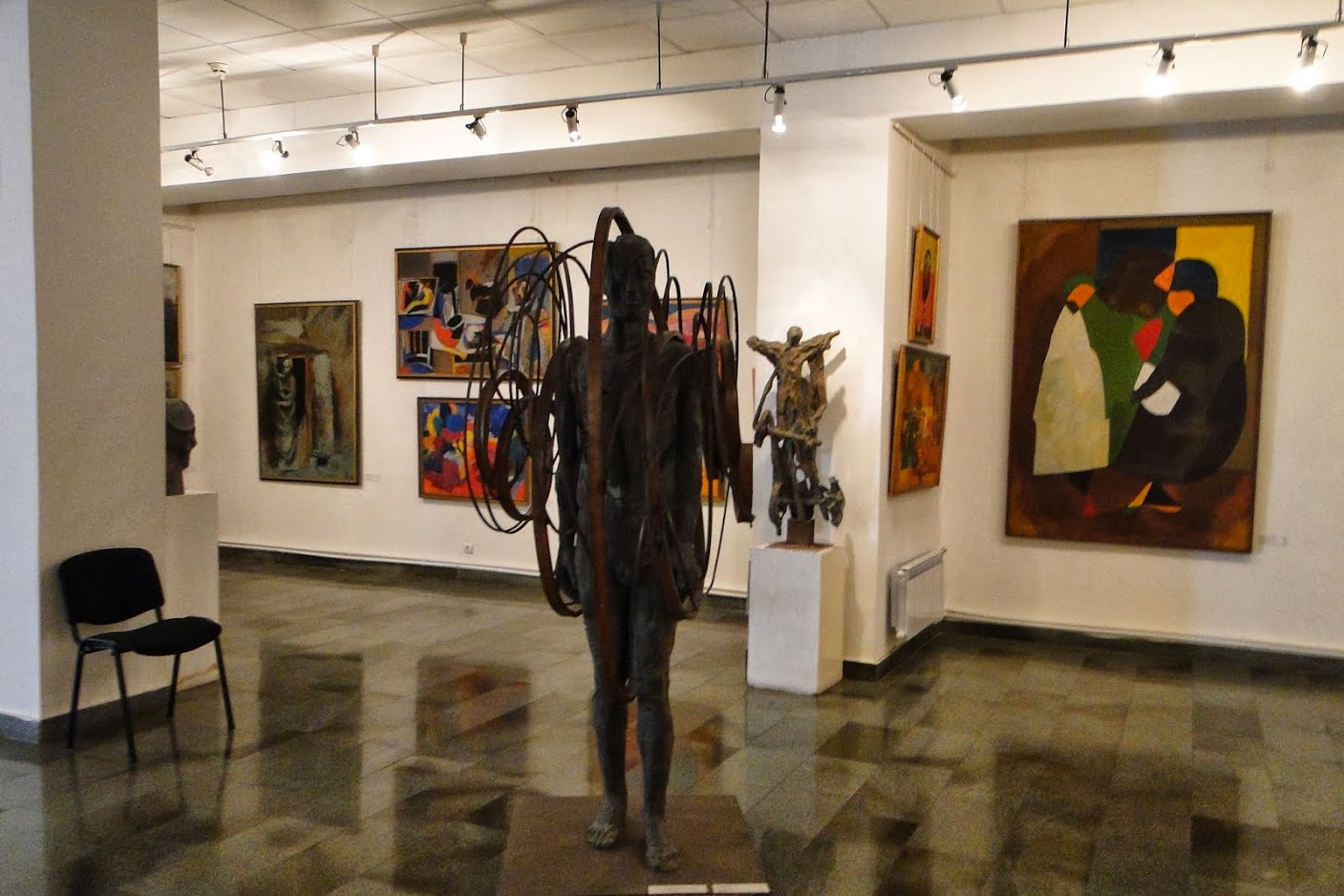
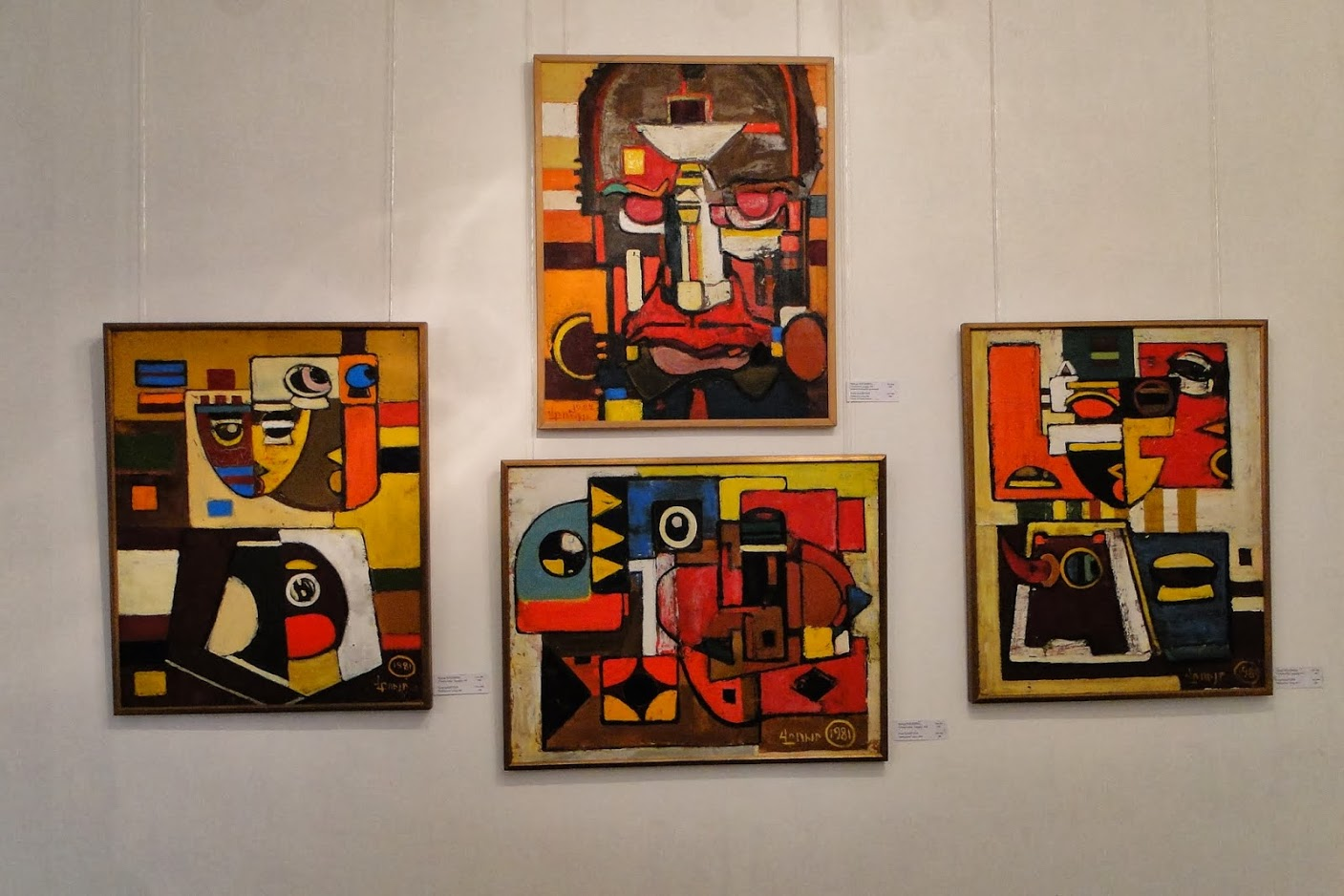
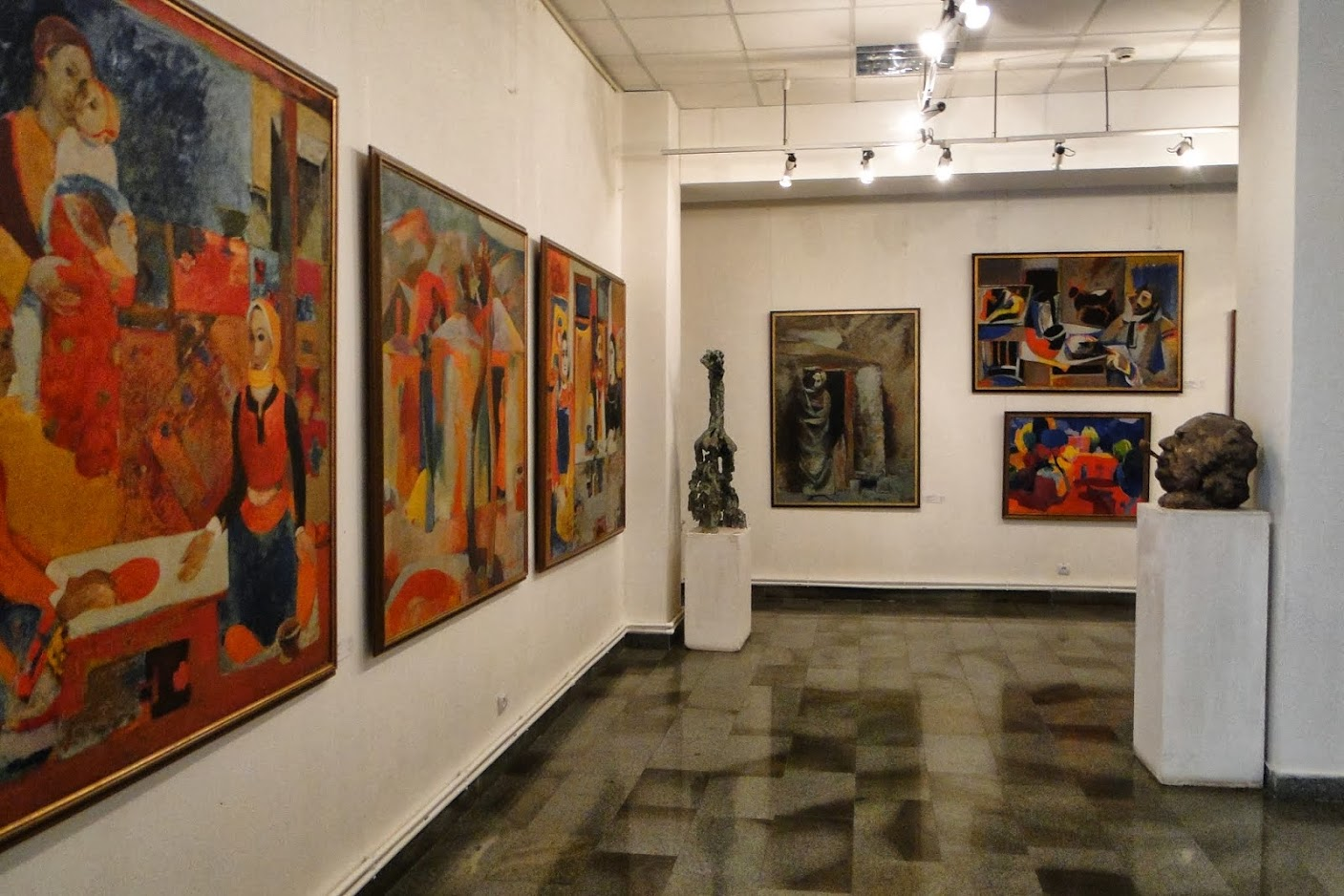